# カナダ・ナウ
『カナダ・ナウ（Canada Now）』（より正式には『CBCニュース:カナダ・ナウ（CBC News: Canada Now）』）は、カナダ・カナダ放送協会の主要な英語テレビネットワークであるCBCテレビジョンで2000年から2007年まで放送されていた夕方の全国ニュース番組。放送の大部分は、全国と地域のハイブリッドニュース放送として構成され、各部分の長さは30分間だった。

## 歴史
CBCの予算削減の結果、2000年にCBCの直営ローカルテレビ局の通常の夕食時間のニュース放送に代わるものとして作成された。当初はローカルインサートが限られた全国ニュース放送であると考えられていたが、後にローカルニュースと全国ニュースの両方を、2つの30分間のサブプログラムに分割された1時間のニュース放送としてカバーすることが明らかになった。1つは全国的なもので、同ネットワークのバンクーバースタジオでイアン・ハノマンシングがアンカーを務め、もう1つは地域的なもので、放送局ごとに異なり、かつてのローカルニュース番組と同様に各局の地元アンカーによって放送された。地域部分の一部は、CBCのデジタル専門チャンネル「カントリー・カナダ」でも視聴された。
番組の全国版もCBCニュースワールドで放送され、カルガリーでキャスリーン・ペティがホストを務める30分間の時事番組（『カナダ・ナウ』と同じタイトル）と組み合わせられ、ペティがCBCオタワに向けて退社した後、カルガリーで制作されたコーナーは終了された。カナダ領土の特殊な事情により、CBCノースは全国放送部分を放送せず、独自の別のニュース番組『CBCニュース:ノースビート』を継続した。CBCの個人所有提携局は予算削減の影響を受けず、独自のローカルニュース番組を制作し続け、その殆どは『カナダ・ナウ』を放送していなかった。
2005年までに同社はローカルニュース番組の拡大に向けた暫定的な措置を講じ始め、セントジョンズのCBNTは同年11月に2000年以前のタイトル『ヒア・アンド・ナウ（Here and Now）』で1時間のニュース番組を復活させた。CBCは2006年初めに夕方のニュース枠にさらなる変更を加え、殆どの市場で独立した30分間のローカルニュース番組（タイトルは『CBC News at Six (州または都市の名前)』）に戻り、『カナダ・ナウ』は、18:30から放送される国内外のニュースに焦点を当てた30分番組として再編成された（元の『カナダ・ナウ』形式と名前は、バンクーバーのCBUTで放送される地方/全国統合ニュース放送に引き続き使用された）。
2006年11月30日、CBCテレビジョンは、来年には番組を終了し、ローカルの『CBC News at Six』の放送を1時間に拡大し、2000年以前の夕方ニュースモデルに戻すと発表した。2007年2月16日に最終回が放送され、同年2月19日には新しく拡張された『CBC News at Six』が放送された。イアン・ハノマンシングはCBUTの新しいバンクーバーローカルニュース番組の共同ホストに再任されたが、同番組は同年7月に『CBCニュース:バンクーバー（CBC News: Vancouver）』に改名されるまで一時的に『カナダ・ナウ』というタイトルを保持していた。